# 김옥일
김옥일(1972년 11월 14일 ~)은 롯데 자이언츠의 전 야구 선수다.

## 출신 학교
- 경남고등학교
- 동아대학교

## 같이 보기
- 1995년 롯데 자이언츠 시즌